# Martin Wood (ingeniero)
Sir Martin Francis Wood (19 de abril de 1927 - 23 de noviembre de 2021) fue un ingeniero y empresario británico. Cofundó Oxford Instruments, una de las primeras empresas derivadas de la Universidad de Oxford y una de las más exitosas hasta la fecha. Creó esta empresa a partir de su investigación sobre imanes y posteriormente construyó el primer escáner de resonancia magnética comercial, un invento que ha salvado millones de vidas en todo el mundo.

## Vida
Martin Wood se formó en la Escuela Gresham y posteriormente en Holt y Trinity College (universidad de Cambridge), donde estudió ingeniería, para posteriormente estudiar en el Imperial College de Londres. En 1945 se unió a la Junta de Carbón como Bevin Boy (alternativa civil al servicio militar) para su Servicio Nacional, trabajando bajo tierra en la minería de carbón, primero en el sur de Gales y más tarde en las Tierras Medias de Inglaterra. 
En 1955, se casó con Audrey Buxton, con quien tuvo dos hijastros, Robin y Sarah, y dos hijos, Jonny y Patsy. 
De 1955 a 1969, fue oficial superior de investigación en el Laboratorio Clarendon de la Universidad de Oxford. Utilizó el conocimiento que adquirió sobre imanes de alto campo magnético para formar Oxford Instruments en 1959, en su casa de Northmoor Road, North Oxford. Dos años más tarde se desarrollaron nuevos superconductores en los EE. UU., y pronto adquirió algo de material y fabricó el primer imán superconductor fuera de los EE. UU. en 1962.[cita requerida] Desde entonces, Oxford Instruments ha desarrollado estos imanes para investigación y análisis de resonancia magnética nuclear y, finalmente, desarrolló los imanes superconductores de cuerpo entero que hicieron posible el desarrollo de la resonancia magnética en el mundo médico.
Wood fue nombrado caballero por la reina Isabel II en el Palacio de Buckingham en 1986. Fue elegido miembro de la Royal Society en 1987, recibió la Orden del Sol Naciente y títulos honorarios de ocho universidades británicas. Fue presidente de Farm Africa, una organización benéfica de desarrollo cofundada por su difunto hermano, sir Michael Wood.
Sir Martin y Lady Wood tuvieron una amplia labor filantrópica, incluyendo la donación de 2 millones de libras para la construcción del Auditorio Sir Martin Wood en el Laboratorio Clarendon. También fundó Earth Trust para promover la conservación de la naturaleza en Little Wittenham y los Wittenham Clumps así como The Oxford Trust para la promoción de la educación científica y las empresas basadas en la ciencia, y la Fundación Sylva para apoyar la gestión forestal sostenible. En 2005, Oxford Innovation, una empresa surgida de Oxford Trust, lanzó los Premios Empresariales Martin y Audrey Wood para el emprendimiento.
Murió después de una corta enfermedad el 23 de noviembre de 2021, a la edad de 94 años. Su trabajo pionero en el desarrollo de imanes superconductores facilitó la resonancia magnética (MRI), lo que permitió salvar millones de vidas.

## Honores
Wood recibió numerosos honores:
- Doctorado honorario de la Universidad de Oxford
- Premio Mullard de la Royal Society
- Miembro de la Royal Society, 1987
- Comandante de la Orden del Imperio Británico
- Orden del Sol Naciente
- Título de caballero
- Miembro honorario de la Real Academia de Ingeniería en 1994 [11]
- Medalla del Presidente del Instituto de Física de Reino Unido, 2002 [12]